# Der dumme Petro, die reiche Birke und der Pope in der Ochsenhaut
Der dumme Petro, die reiche Birke und der Pope in der Ochsenhaut ist ein Märchen (AT 1643 + 831), das im ukrainischen und russischen Sprachraum sowie in Österreich bekannt ist.

## Handlung
Ein Mann hatte drei Söhne, die Petro, Ivan und Stefan hießen. Petro war der mittlere von ihnen und ihn nannten sie immer den dummen Petro, obwohl er gar nicht dumm war, sondern nur irgendwie still. Auf Geheiß tat er einfach, was ihm gesagt wurde, ohne Einspruch zu erheben oder seine Meinung kundzutun. Es begab sich dann, dass seine beiden Brüder sich mit dem Vater stritten, da sie fortgehen und das was ihnen zusteht bekommen wollten. Also schickten sie auch den Dummen mit ihrem Anliegen zum Vater, woraufhin dieser sie schließlich ziehen ließ. Petro wählte sich, als das was ihm zusteht, die schwarze Ziege aus, der Älteste verlangte das Fuhrwerk samt der Pferde und der Jüngste erbat den Segen des Vaters.
Nachdem die Söhne ausgezogen waren, wurden dem Fuhrwerk fahrenden Ältesten die Pferde von Wölfen gerissen, der Jüngste trat in die Dienste des Kaisers, Petro aber ging mit seiner schwarzen Ziege lange in den Wald, wo andauernd die Birken knarrten, während er überlegte das Tier zu verkaufen. Er begann damit sich mit einer der Birken zu unterhalten, wurde sich über einen Handel einig und band die Ziege an ihr fest, wobei das Knarren ihm mitteilte, dass er sich das Geld später abholen solle. Daraufhin begab er sich zu seinem jüngeren Bruder, der beim Kaiser diente, doch dieser schalt ihn nur einen Dummen und meinte, dass die Ziege längst von Wölfen gefressen wurde. Später dann heiratete der Jüngste die Tochter des Kaisers, den er als Nachfolger ablöste. Petro aber fand, dass die Zeit gekommen war, sein Geld abzuholen. Er suchte die Birke auf, an deren Stamm sich nur noch die Schnur und die Hörner befanden, doch diese knarrte abermals. Sich erneut versetzt gefühlt, holte Petro eine Axt, traf auf dem Weg seinen ältesten Bruder, der mit dem Fuhrwerk ausgezogen war und zusammen gingen sie zu der Birke, auf die der Dumme kräftig einhieb, solange, bis viele goldene, dort versteckt gelegen habene, Dukaten aus ihr hervorsprangen.
Wieder zu Hause, erzählten sie niemanden von dem vielen Geld, doch als der Vater starb, beauftragten sie einen teuren Pfarrer, der sich ob des Reichtums der Brüder wunderte. Mit einer Ochsenhaut und Hörnern als Teufel verkleidet, suchte er die Brüder auf, um sich noch mehr zu bereichern. Petro aber warf ihn einfach raus und wieder daheim, musste der Gierige feststellen, dass Haut und Hörner angewachsen waren. Der Pfarrer versuchte dann bei Bekannten unterzutauchen, doch diese beschmierten ihn mit Honig und warfen Federn über ihn, um ihn auf dem Jahrmarkt zu verkaufen. Es gelang ihm die Flucht, wobei er allerdings verfolgt wurde und als er nach Hause flüchtete, erfuhren alle, dass sich der Pfarrer in einen Teufel verwandelt hatte.

## Hintergrund
Diese ukrainische Version stammt aus der Sammlung von Bohdan Mykytiuk, die aus Tonbandaufnahmen von meist ukrainischen Erzählern im ehemaligen Staat Jugoslawien besteht und erhielt im Deutschen den Titel Der dumme Petro, die reiche Birke und der Pope in der Ochsenhaut. Sie wurde 1967 in Kaniža nach der Erzählerin S. Sobotnicka aufgenommen. Das Märchen von dem Popen in der Ochsenhaut (AT 831) war in großen Teilen der Ukraine anzutreffen.
In einer russischen Version des ersten Teils des Märchens, die von Alexander Nikolajewitsch Afanassjew stammt und im Deutschen den Titel Der Dumme und die Birke bekam, verkauft der Dumme einen Ochsen an eine Birke, in der er später einen großen Kessel voller Gold findet. Zusammen mit seinen beiden Brüdern holt er es dann, doch obwohl die beiden ihn mahnen nichts davon zu erzählen, teilt er es dem Küster mit, dem sie auf dem Rückweg begegnen. Dieser will sich bereichern, also erschlägt der Dumme ihn, woraufhin die drei Brüder den Toten in ihrem Keller verstecken. Am Abend bringen die beiden klugen Brüder die Leiche aber weg und verscharren an ihrer statt einen Ziegenbock im Keller. Als der Küster dann gesucht wird, berichtet der Dumme sogleich von seiner Tat, geht in den Keller und fragt, ob der Gesuchte schwarzhaarig war und einen Bart hatte, was bejaht wird. „Auch Hörner?“ fragt er dann und wirft den Kopf des Ziegenbocks heraus, woraufhin ihm die zuvor aufgebrachten Leute ins Gesicht spucken und davongehen.
In Josef Haltrichs Der siebenmal Getötete aus seinem Werk Deutsche Volksmärchen aus dem Sachsenlande in Siebenbürgen (Berlin 1856, Nr. 64) bekommt der dumme Bruder die Kuh des Vaters, die er daraufhin auf dem Markt verkaufen will. Die Leute machen sich jedoch einen Spaß mit ihm und sagen ihm, dass sie mit nur drei Füßen mehr wert sei, also hackt der Dumme der Kuh erst einen Fuß ab, dann auch die anderen, woraufhin das Tier jedoch verendet und er den Kadaver einer alten Eiche im Wald verkauft. In ihr findet er dann viele Schätze und in der Folge tötet er den neugierigen Popen, dessen Leiche daraufhin immer weitergereicht und so platziert wird, dass ein Edelmann, ein Kantor, ein Wirt, ein Hirt, ein Fuhrmann und ein Jäger denken, sie hätten ihn umgebracht.